# Ekaterine Gabașvili
Ekaterine Gabașvili (în georgiană ეკატერინე გაბაშვილი), născută Tarhnișvili (თარხნიშვილი), (n. 16 iunie 1851, Gori, viceregatul Caucazului⁠(d), Imperiul Rus – d. 7 august 1938, Akhalkalaki⁠(d), Republica Sovietică Socialistă Gruzină, URSS) a fost o scriitoare georgiană, personalitate publică și feministă care a militat pentru reforme sociale în favoarea emancipării femeilor.

## Biografie
S-a născut la 16 iunie 1851 într-o familie aristocratică din orașul Gori, care făcea parte atunci din Imperiul Rus. Era fiica lui Revaz Tarhnișvili și a soției sale, Sopioi Bagraton-Davitașvili. După absolvirea studiilor primare, a învățat la cea mai bună școală din oraș, o școală internat particulară condusă de Madam Favre. La vârsta de 17 ani, ea a deschis o școală particulară dedicată educării copiilor de țărani, fiind preocupată de condițiile de viață ale țărănimii. S-a căsătorit cu Aleksandre Gabașvili, când avea vârsta de 19 ani, și a crescut 11 copii.
Scrierile ei au fost influențat de două lucrări despre emanciparea femeilor, care fuseseră publicate în limba georgiană: The Enfranchisement of Women a lui Harriet Taylor Mill și Für und wide die Frauen a lui Fanny Lewald. Drept urmare, s-a gândit la mobilizarea femeilor georgiene prin crearea unor cercuri feministe la Tbilisi, Kutaisi, Gori și Khoni, concentrate pe publicarea și traducerea literaturii relevante pentru femei. În 1897 a înființat o școală profesională pentru femei care intenționa să instruiască în diferite meserii pe fetele din întreaga țară.
Ekaterine Gabașvili a fost o membră activă a Societății pentru Promovarea Învățământului în rândul georgienilor. În 1890, împreună cu Anastasia Tumanișvili-Țereteli, a fondat revista Jejili, care a publicat literatură pentru copii, încurajând interesul georgienilor pentru această specie literară.

## Publicații
Ea a scris mai multe povestiri și romane sentimentale despre necazurile învățătorilor de la școlile sătești și despre viața țăranilor. Romanele Poveste de dragoste la Big Kheva și Alegând porumbul au încălcat normele sociale ale vremii, pledând pentru libertate și dragoste.
În anii 1900 a abandonat ficțiunea în favoarea scrierilor autobiografice. Ekaterine Gabașvili este cunoscută, de asemenea, ca una dintre primele activiste feministe și pentru drepturile femeilor din Georgia. Filmul Magdanas lurja (Măgarul Magdanei) din 1958, inspirat dintr-unul dintre romanele lui Ekaterinei Gabașvili și regizat de Tenghiz Abuladze și Revaz Chkheidze, a câștigat premii la festivalurile internaționale de film de la Cannes și Edinburgh.